# Công nghệ hạt nhân

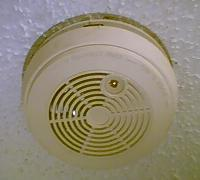
Máy dò khói dân dụng là công nghệ hạt nhân quen thuộc nhất đối với một số người

Công nghệ hạt nhân là công nghệ liên quan đến các phản ứng hạt nhân của hạt nhân nguyên tử. Trong số các công nghệ hạt nhân đáng chú ý là lò phản ứng hạt nhân, y học hạt nhân và vũ khí hạt nhân. Nó cũng được sử dụng, trong số những thứ khác, trong máy dò khói và ống ngắm súng.

## Lịch sử và nền tảng khoa học

### Khám phá
Phần lớn các hiện tượng tự nhiên phổ biến trên Trái đất chỉ liên quan đến lực hấp dẫn và điện từ, chứ không phải phản ứng hạt nhân. Điều này là do các hạt nhân nguyên tử thường được đặt cách xa nhau vì chúng chứa các điện tích dương và do đó đẩy nhau.
Năm 1896, Henri Becquerel khi nghiên cứu sự phát lân quang trong muối uranium thì ông phát hiện ra một hiện tượng mới được gọi là hiện tượng phóng xạ. Ông, Pierre Curie và Marie Curie bắt đầu tìm hiểu hiện tượng này. Trong quá trình này, họ đã cô lập nguyên tố radi, có tính phóng xạ cao. Họ phát hiện ra rằng các vật liệu phóng xạ tạo ra các tia có cường độ mạnh, xuyên qua ba loại rào chắn riêng biệt, được họ đánh dấu là alpha, beta và gamma sau ba chữ cái đầu tiên trong tiếng Hy Lạp. Một số loại bức xạ này có thể đi qua vật chất thông thường, và tất cả các loại tia này đều có thể gây hại với cường độ lớn. Tất cả các nhà nghiên cứu ban đầu trên đều bị bỏng bức xạ theo các hình thức khác nhau, giống như cháy nắng, và họ không để ý đến nó.
Hiện tượng phóng xạ mới đã được các nhà sản xuất thuốc lang băm (như những khám phá về điện và từ tính trước đó) lợi dụng, và một số loại thuốc và phương pháp điều trị bằng biệt dược liên quan đến phóng xạ đã được đưa ra.
Dần dần người ta nhận ra rằng bức xạ do phân rã phóng xạ tạo ra là bức xạ ion hóa, và ngay cả những lượng phân rã quá nhỏ để đốt cháy da cũng có thể gây ra mối nguy hiểm nghiêm trọng về lâu dài. Nhiều nhà khoa học làm việc về phóng xạ đã chết vì ung thư do phơi nhiễm của họ. Các loại thuốc bằng sáng chế phóng xạ hầu hết đã biến mất, nhưng các ứng dụng khác của vật liệu phóng xạ vẫn tồn tại, chẳng hạn như việc sử dụng muối radi để tạo ra mặt đồng hồ phát sáng trên máy đo.
Khi nguyên tử được hiểu rõ hơn, bản chất của phóng xạ cũng trở nên rõ ràng hơn. Một số hạt nhân nguyên tử lớn hơn không ổn định, và do đó phân rã (giải phóng vật chất hoặc năng lượng) sau một khoảng thời gian ngẫu nhiên. Ba dạng bức xạ mà Becquerel và Curies phát hiện ra cũng được hiểu đầy đủ hơn. Phân rã alpha là khi một hạt nhân giải phóng một hạt alpha, đó là hai proton và hai neutron, tương đương với hạt nhân heli. Phân rã beta là sự giải phóng hạt beta, một điện tử năng lượng cao. Phân rã gamma giải phóng tia gamma, không giống như bức xạ alpha và beta không phải là vật chất mà là bức xạ điện từ có tần số rất cao, và do đó là năng lượng. Đây là loại bức xạ nguy hiểm nhất và khó ngăn chặn nhất. Cả ba loại bức xạ đều xảy ra tự nhiên trong một số nguyên tố nhất định.